# Хвојнаја
Хвојнаја (рус. Хвойная) насељено је место са административним статусом варошице (рус. посёлок городского типа) на северозападу европског дела Руске Федерације. Налази се у источном делу Новгородске области и административно припада Хвојњанском рејону чији је уједно и административни центар.
Према проценама националне статистичке службе за 2014. у вароши је живело 6.112 становника.

## Географија
Варошица Хвојнаја се налази на североистоку Новгородске области, на подручју Валдајског побрђа. Кроз варош потиче река Пес. Налази се на око 290 километара источно од обласног центра Великог Новгорода и на око 80 км североисточно од града Боровича.

## Историја
Насеље Хвојнаја развило се из истоимене железничке станице отворене 1918. године уз железницу која је повезивала Санкт Петербург са Рибинском.
Након што је 1931. административни центар рејона пресељен из села Минци у Хвојнају, насеље постаје рејонским центром новооснованог Хвојњанског рејона. Четири године касније Хвојнаја добија административни статус урбаног насеља, односно вароши.
У јесен 1941. у вароши је отворена војна болница у којој су се лечили совјетски војници настрадали у борбама током Другог светског рата. На подручју вароши налази се војничко гробље на којем је сахрањено 714 посмртних остатака бораца који су након рањавања преминули у хвојничкој болници.

## Демографија
Према подацима са пописа становништва 2010. у граду је живело 6.394 становника, док је према проценама националне статистичке службе за 2014. варошица имала 6.112 становника.
| 1939. | 1959. | 1970. | 1979. | 1989. | 2002. | 2010. | 2014. |
| ----- | ----- | ----- | ----- | ----- | ----- | ----- | ----- |
| 5,052 | 7,291 | 6,973 | 6,618 | 7,583 | 6,791 | 6,394 | 6,112 |